# Willem van Noortplein
Het Willem van Noortplein is een plein in Tuinwijk in de Nederlandse stad Utrecht. Het plein is vernoemd naar stadsbouwmeester Willem van Noort. Op het plein komen onder andere de Antonius Matthaeuslaan, Pieter Nieuwlandstraat, Van Swindenstraat, Van Humboldtstraat en Willem van Noortstraat uit. Op het plein ligt een plantsoen dat aansluit op het plantsoen dat in de jaren 60-'70 gevormd werd door de demping van het Zwarte Water.
Tussen de Zaagmolenkade en Ingen Houszstraat zijn nog delen van de Willem van Noortbrug zichtbaar in het huidige straatbeeld.
In 1927 werd het Volksbadhuis gebouwd (Willem van Noortplein 19) naar een ontwerp van Petrus Johannes Houtzagers in een lineair geometrische stijl. In 1974 verloor het gebouw zijn oorspronkelijke functie en werd er een dienstencentrum voor ouderen in gehuisvest. Dat was tot 2005 in gebruik; van 2008 tot 2020 was het Arabisch hotel-restaurant Badhu er in gevestigd.
Het postkantoor, gelegen aan het Willem van Noortplein 6, was een ander gebouw met een buurtfunctie. Na de sluiting kreeg het in de 21e eeuw de functie van supermarkt met een vestiging van Albert Heijn. Het gebouw werd in twee stappen uitgebreid. In 2006 van werd het naastgelegen winkelpand van nummer 8 samengetrokken met het voormalige postkantoor, ten behoeve van de vestiging van een filiaal van Albert Heijn. In 2010 werd opnieuw uitgebreid van circa 400 m² tot een oppervlak van circa 780 m², waarmee de supermarkt de panden Willem van Noortplein 6 tot en met 13 omvat.